# Alan Poul
Alan Mark Poul (n. 1 mai 1954, Pennsylvania, SUA) este un regizor și producător american. A regizat pentru HBO serialul Six Feet Under, care a fost și filmul lui de debut. Pentru patru episoade, Alan Poul a fost cel care a condus destinele femiliei Fisher din serialul care a avut un succes extraordinar atât pentru regia sa cât și pentru prestația actoricească.
Mai târziu a regizat patru episoade doar Swingtown, un serial american pentru postul CBS, iar tot pentru același post, Poul a mai semnat regia comediei Planul B (cu titlul original Plan de Rezervă).
Ultimul său film, Plan de rezervă, îi are în distribuție pe Jennifer Lopez (în rolul lui Zoe) și Alex O'Loughlin (în cel a lui Stan).

## Filmografie
| Film - Black Rain (1989) - Candyman (1992) - Inside Out (1992) - 'Til There Was You (1997) - Woman on Top (2000) TV - Tales of the City (1993) - My So-Called Life (1994–1995) - More Tales of the City (1998) - Six Feet Under (2001–2005) - Further Tales of the City (2001) - Swingtown (2008) - Westworld (2016) (consultant) - Perception - Good Christian Bitches - The Eddy - Tales of the City (2019) | - Six Feet Under (2001) 4 episoade: - episodul 2.10 "The Secret" (2002) - episodul 3.04 "Nobody Sleeps" (2003) - episodul 4.05 "That's My Dog" (2004) - episodul 5.04 "Time Flies" (2005) - Rome (2005), 2 episoade: - episodul 1.06 "Egeria" (2005) - episodul 2.03 "Cuvintele lui Marcus Tullius Cicero" (2007) - Big Love (2006) 2 episoade: - episodul 1.11 "Where There's a Will (Big Love)" (2006) - episodul 2.03 "Reunion" (2007) - Swingtown (2008) 4 episoade: - episodul 1.01 "Pilot" (2008) - episodul 1.02 "Love Will Find a Way" (2008) - episodul 1.08 "Puzzlerama" (2008) - episodul 1.13 "Take It To The Limit" (2008) - The Newsroom (2012–13), 7 episoade: - episodul 1.04 "I'll Try to Fix You" (2012) - episodul 1.09 "The Blackout Part II: Mock Debate" (2012) - episodul 2.01 "First Thing We Do, Let's Kill All the Lawyers" (2013) - episodul 2.05 "News Night with Will McAvoy" (2013) - episodul 2.09 "Election Night, Part II" (2013) - episodul 3.03 "Main Justice" (2014) - episodul 3.06 "What Kind of Day Has It Been" (2014) - Tales of the City (2019), 3 episoade: - episodul 1 "Coming Home" - episodul 2 "She Messy" - episodul 8 "Days of Small Surrenders" |

## Teatru
"Vagabond Stars" 1978 (textier) Pre-Broadway: Berkshire Theatre Festival. Cu: Lewis Stadlen, Marilyn Sokol, Robert M. Rosen aka Robert Ozn, Paul Kreppel